# Galacie (provincie)
Galacie (latinsky Galatia, řecky Γαλατίας) byla provincie Římské říše. Rozkládala se na historickém území Galacie uprostřed Malé Asie (dnes Turecko). Byla založena roku 25. př. n. l. císařem Augustem, přešla i do navazující Byzantské říše, kde zanikla někdy v 7. století. Hlavním městem byla Ankyra (dnešní Ankara).
Po roce 70 byla Galacie sloučena s Kappadokií v jediný velký správní celek, který přetrval do roku 117, kdy byly provincie opět rozděleny. Diocletianova správní reforma (asi 295) z Galacie vyčlenila dvě provincie: Paphlagonii a Lycaonii. Během další administrativní reorganizace za vlády Arcadia (asi 398) byla Galacie rozdělena na provincie Galatia Prima a Galatia Secunda (též Galatia Salutaris). Galatia Prima pokrývala severovýchodní část staré provincie, ponechala si Ankyru jako své hlavní město. Secunda zahrnovala jihozápadní polovinu staré provincie se sídlem v Pessinu. Obě provincie byly součástí diecéze Pontus. Provincie byly nakrátko sjednoceny v letech 536–548 za Justiniána I. V 7. století byly obě transformovány v themu Anatolikon.
Před vznikem provincie byla Galacie nejprve keltským královstvím (založeným kmenem Galatů) a posléze římským klientským královstvím, jehož postavení bylo posíleno pomocí Římu v boji s Pontem v mithridatských (pontských) válkách. Po zavraždění galatského krále Amynta císař Augustus Galacii přeměnil v římskou provincii.
Třebaže se jednalo o jednu z ekonomicky nejvíce stagnujících částí říše, jen málokterá provincie projevovala vůči Římu tak vysokou míru oddanosti jako Galacie. Pro zdejší obyvatelstvo bylo charakteristické praktikování římsko-keltského polyteismu (podobně jako v Evropě). V 1. století se Galacie stala jedním z raných center křesťanství. Pravděpodobně kolem roku 55 ji navštívil apoštol Pavel, jenž místním křesťanským komunitám adresoval List Galatským. Nejpozději od konce 2. století se v galatských městech a posléze i na venkově začalo šířit užívání řečtiny a řecká kultura. Ovšem až ve 4. nebo 5. století, po přesunu ústředí vlády na východ římské říše, prostoupila řecká civilizace ve své křesťanské formě celou Galacií. Přesto ještě svatý Jeroným psal na konci 4. století, že Galatové z Ankyry mluví stejnou řečí jako Treveři (na území dnešního Německa). Pozoruhodnou syntézu antické a keltské kultury definitivně zahubila invaze seldžuckých Turků.